# Grant City
Grant City é uma cidade  localizada no estado americano de Missouri, no Condado de Worth.

## Demografia
Segundo o censo americano de 2000, a sua população era de 926 habitantes.
Em 2006, foi estimada uma população de 831, um decréscimo de 95 (-10.3%).

## Geografia
De acordo com o United States Census Bureau tem uma área de
3,3 km², dos quais 3,3 km² cobertos por terra e 0,0 km² cobertos por água. Grant City localiza-se a aproximadamente 338 m acima do nível do mar.

## Localidades na vizinhança
O diagrama seguinte representa as localidades num raio de 16 km ao redor de Grant City.